# Kõrgessaare (bourg)
Kõrgessaare est un petit bourg de la commune de Hiiumaa, situé sur l'île d'Hiiumaa dans le comté de Hiiu en Estonie. 

## Géographie
Le bourg est situé sur la côte nord-ouest de l'île d'Hiiumaa et baigné par une petite baie sur la mer Baltique. Il se trouve à 15 km à l'ouest de Kärdla.

## Histoire
Avant 2013, Kõrgessaare était le chef-lieu de la commune homonyme, date à laquelle elle est supprimée et fusionnée avec Kärdla pour former la commune de Hiiu. En octobre 2017, lors d'une réforme administrative, elle est fusionnée avec les autres communes du comté de Hiiu pour former celle de Hiiumaa.